# Fuga
För andra betydelser, se Fuga (olika betydelser).

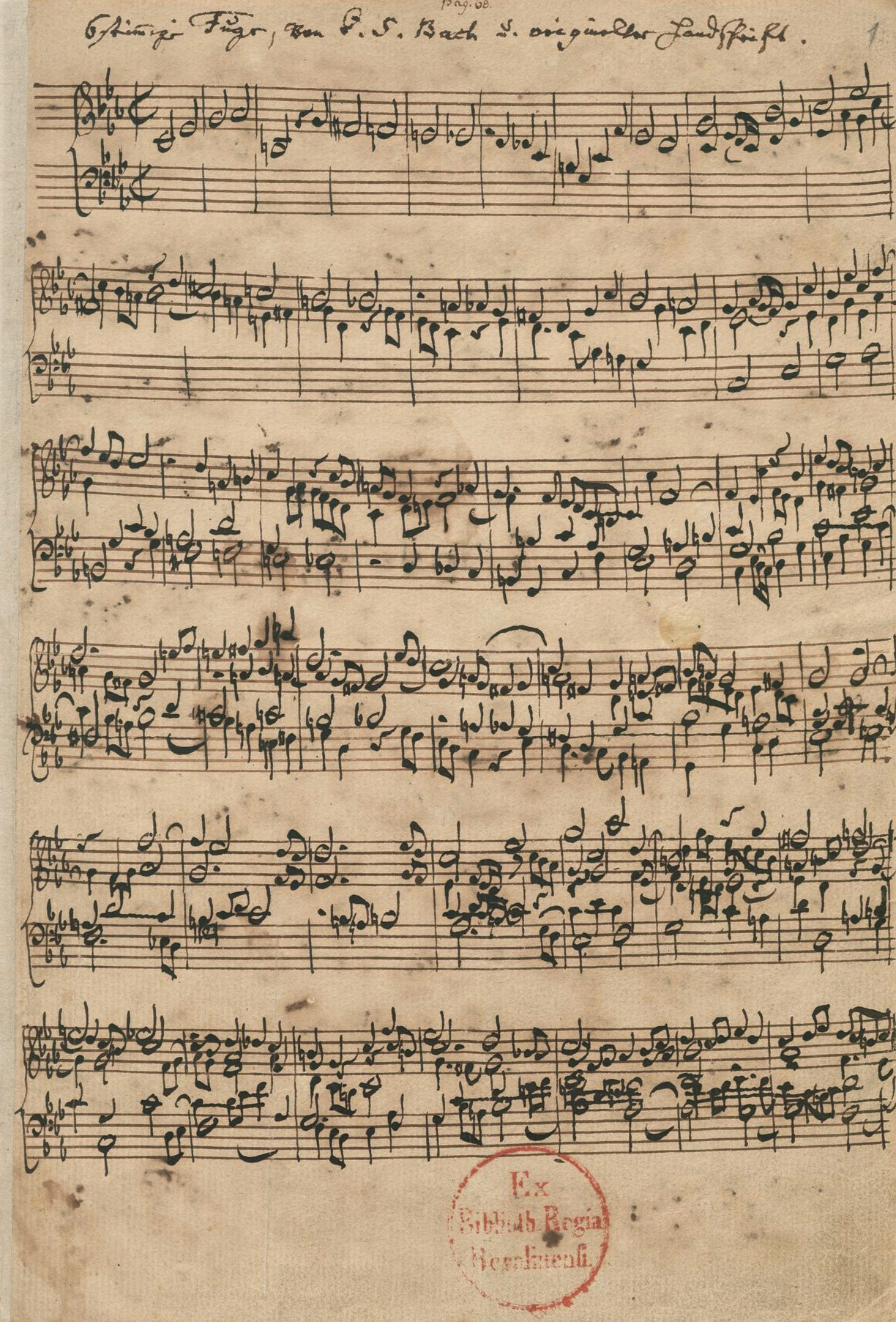
Fuga ur Das Musikalische Opfer av Johann Sebastian Bach.

Fuga, (latin fuga, 'flykt'), är ett oftast klassiskt musikstycke där kompositören ″leker″ med olika variationer av en melodislinga genom att på olika sätt repetera den igenom två eller flera stämmor. Även tempot eller rytmen kan vara varierad, vilket gör att en fuga ofta är olämplig som dansmusik. Den hade en höjdpunkt under barocken.
Den musikteoretiska beskrivningen av en fuga utmålar en polyfon, kontrapunktisk, imitativ kompositionsform, utvecklad genom att ricercaren stramades upp och att toccatan (mer eller mindre) koncentrerades till sina polyfona avsnitt. Den är mera en sats- än en plandefinierad form, vilket kanske är logiskt med dess polyfona natur – mera en teknik för att ordna stämmorna i stycket än en standardplanritning för det som till exempel sonatformen – och drag från den kan därför lätt användas också i sonatsatser, rondon och annat.

## Byggnad
En fuga bygger på kanonisk teknik. En kort melodi eller melodiskt motiv, som kallas subjekt (eller ibland, oegentligt, tema), är formbyggets utgångspunkt och kärna. Det är vanligtvis pregnant nog att kännas igen när det kommer tillbaka även i en mellan- eller understämma. Subjektet kontrasteras vanligen mot ett eller flera kontrasubjekt, som skall passa ihop med temat så att de låter bra i kontrapunkt (samtidigt).
Subjektet presenteras nästan alltid ensamt i början av kompositionen. Detta kallas då för "dux" (ledare), och den stämma det kommer i blir fugans första. När subjektet är slut kommer det tillbaka i stämma nummer två, samtidigt som första stämman börjar spela kontrasubjektet, eller ibland en fri kontrapunkt (slinga som passar ihop med subjektet men inte förblir detsamma under fugans gång). Subjektpresentationen i andra stämman sker vanligen (i en tonal fuga) på dominanten (transponerat en kvint upp eller kvart ner). Denna presentation kallas då för "comes" (följeslagare). När presentationen är klar kommer "dux" (temat i grundtonarten) tillbaka i stämma nummer tre medan andra stämman kan spela kontrasubjektet och den första ett andra kontrasubjekt eller en fri kontrapunkt.
På detta sätt utvecklas sedan fugan i fler stämmor, imiterande varandra. En fuga har oftast mellan tre och fem stämmor, men kan ha både två, sex och ibland flera. Varje genomföring av subjektet i fler än en stämma enligt ovan kallas genomföring; den första är fugans exposition. Mellan genomföringarna kommer enligt standardformeln episoder (mellanspel, divertimenton, andamenton) med friare kontrapunkt eller kanske mera toccataartad faktur. Sedan hör det till saken att en fuga kan avvika från standardformeln, särskilt efter expositionen. Kontrapunktiska konstgrepp som augmentation, diminution, trångföring, ibland kräftgång och inversion, kan användas, men måste inte. Trångföring och augmentation används ofta för att höja spänningen och förtäta stämningen mot slutet.

## Sorter
Det finns också dubbel- och trippelfugor, undantagsvis ännu vidlyftigare. Talen syftar här på antalet subjekt. Oftast presenteras varje subjekt (med tillhörande kontrasubjekt) i en egen liten fuga innan de sedan kombineras som kontrasubjekt till varandra i en avslutande del.

## Fugaartade drag på andra håll
Drag från fugan, kanske särskilt från dess exposition, finns rätt ofta i andra kompositionsformer – regelbundet i den franska uvertyren och i den italienska giga (Italiens version av gigue) som avslutar många barocksviter. En fugaexposition som inte leder till någon fuga kallas ett fugato.

## Kompositörer
Fugakonsten nådde sin höjdpunkt under barocken och dess mästare var Johann Sebastian Bach, som behärskade konsten till fulländning. Förutom alla fugor i sin normala produktion krönte Bach sitt fugakomponerande med Die Kunst der Fuge ("Fugakonsten"). I detta verk varieras ett enda fugatema i 16 intrikata fugor och 4 kanon.
En annan kompositör som tog upp stafettpinnen från Bach, om än 120 år senare, var Max Reger. I hans enorma produktion finns ett stort antal fugor, vilket är ovanligt för en romantiker.
Det finns flera andra kompositörer som har visat prov på mästerligt fugakomponerande, även om de inte låtit fugaformen ta lika stor plats i sin produktion. En av dessa är Wolfgang Amadeus Mozart, som exempelvis har ett fugato med fem subjekt i sista satsen av sin 41:a symfoni ("Jupiter") samt virtuosa körfugor i sitt Requiem (t.ex. satserna Kyrie och Confutatis). En annan är Beethoven, som ofta använde fugan under sina senare år.